# Jazeman Jaafar
Jazeman Jaafar, född den 13 november 1992 i Kuala Lumpur, är en malaysisk racerförare. Jaafar startade sin formelbilkarriär 2006 och tävlade fram till och med 2009 i olika Formel BMW-mästerskap, där hans största framgång var mästerskapssegern i Formula BMW Pacific 2007. Mellan 2010 och 2012 tävlade han i det brittiska F3-mästerskapet, och gjorde även inhopp i Formula 3 Euro Series. Inför 2013 fick han kontrakt med Carlin Motorsport för att tävla i Formula Renault 3.5 Series. Han fortsatte i serien under 2014, men tävlade då tillsammans med I.S.R. Racing. Inför 2015 bytte han stall för tredje gången då han gick över till Fortec Motorsport.

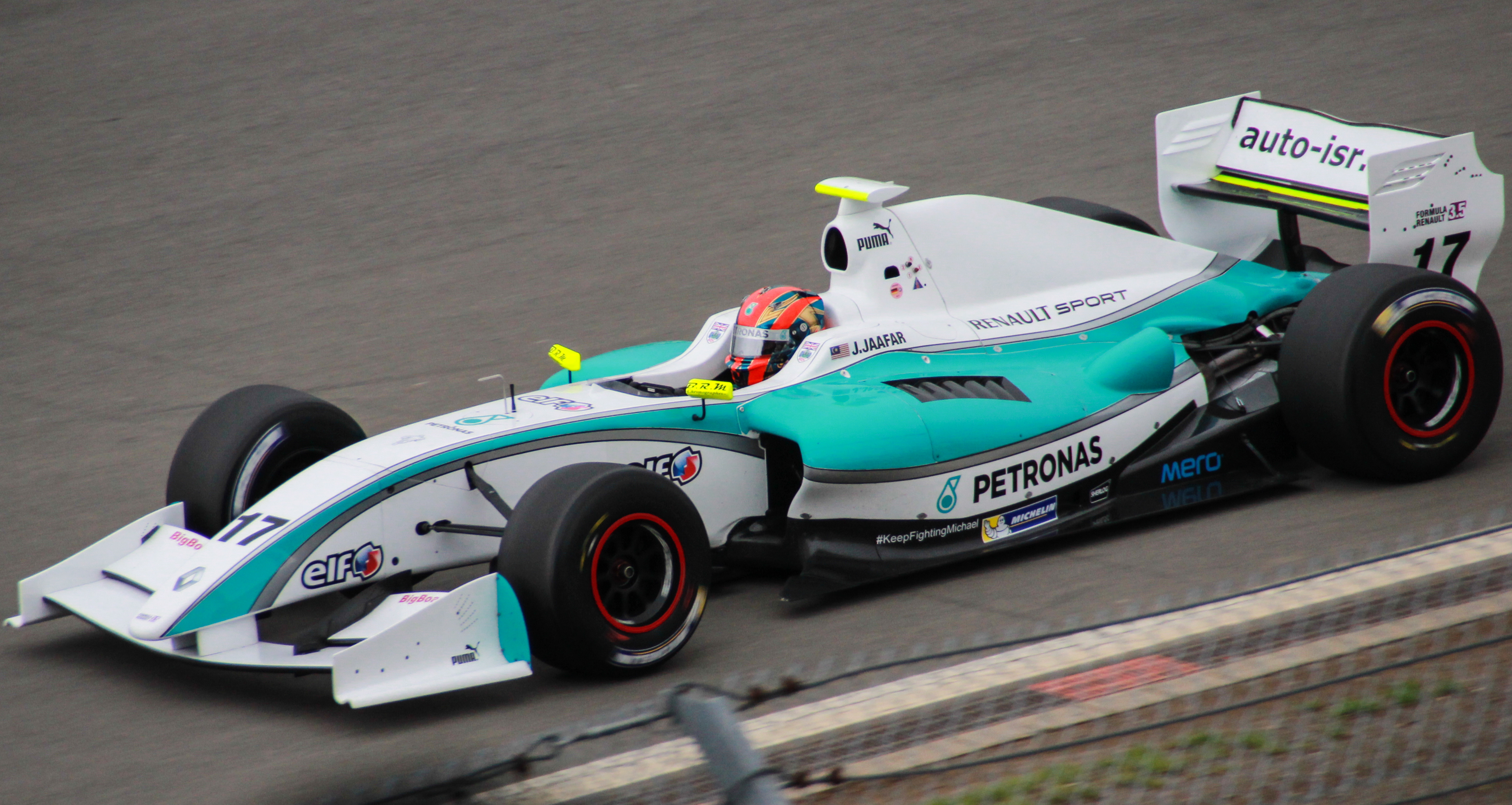
Jazeman Jaafar på Nürburgring 2014.